# هنري ك. هوف
هنري ك. هوف (بالإنجليزية: Henry K. Hoff)‏ هو ضابط أمريكي، ولد في 1809 في بنسيلفانيا في الولايات المتحدة، وتوفي في 25 ديسمبر 1878 في واشنطن العاصمة في الولايات المتحدة.